# Herbitzheim (Gersheim)
Pour l’article homonyme, voir Herbitzheim.
Herbitzheim (Herwetzum en sarrois) est un quartier de la commune allemande de Gersheim dans l'arrondissement de Sarre-Palatinat en Sarre.
Jusqu'au 1er janvier 1974, le village était une commune indépendante de l'arrondissement de Saint-Ingbert.

## Géographie

### Localisation
Herbitzheim se trouve dans la région du Bliesgau, au sud du Land de Sarre et du Palatinat sarrois.

## Histoire
Le village constitue une commune indépendante jusqu'au 1er janvier 1974, date de son intégration à la commune de Gersheim.

## Jumelages
- Herbitzheim (France)

## Lieux et monuments

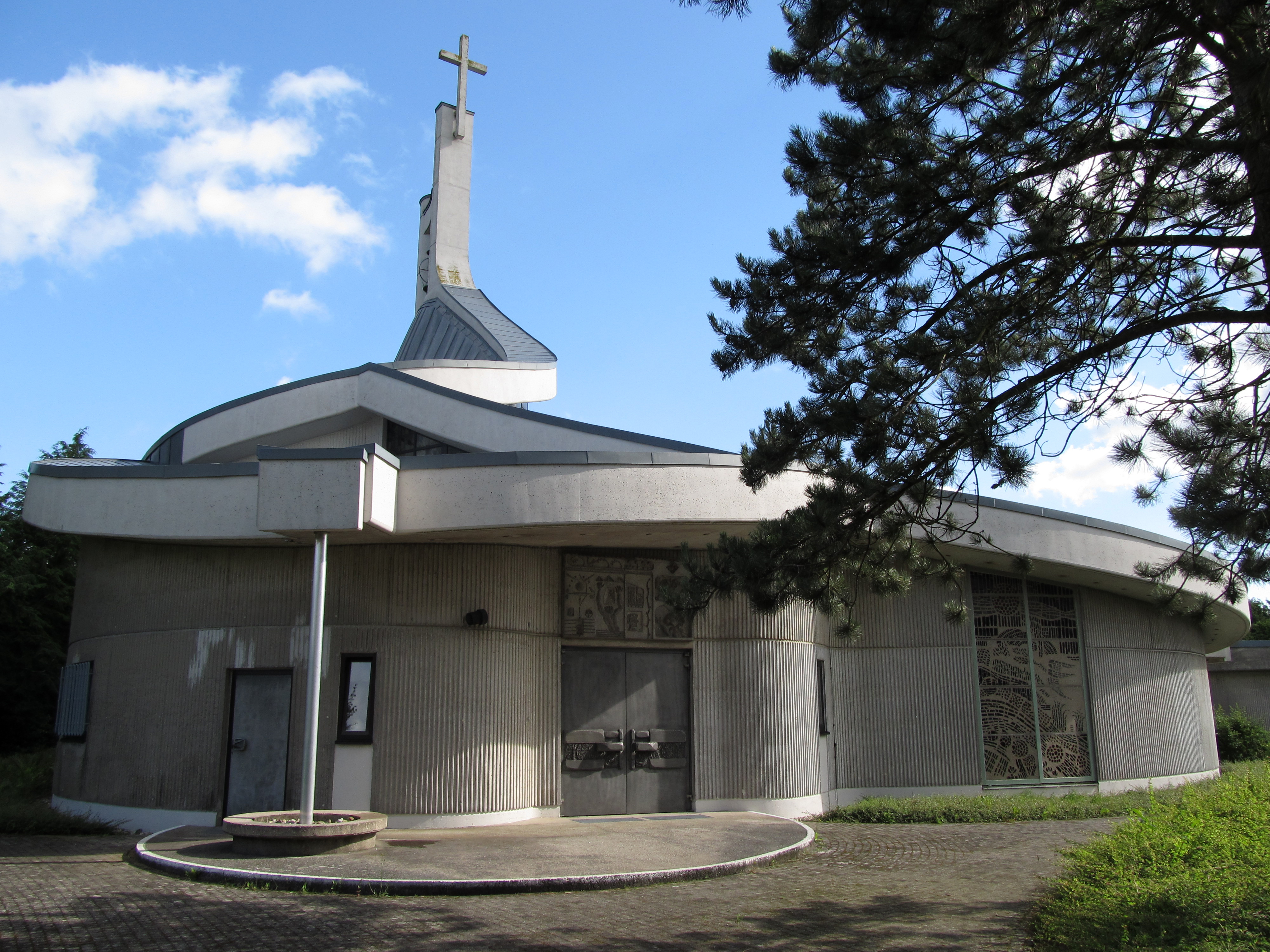
L'église St. Barbara.
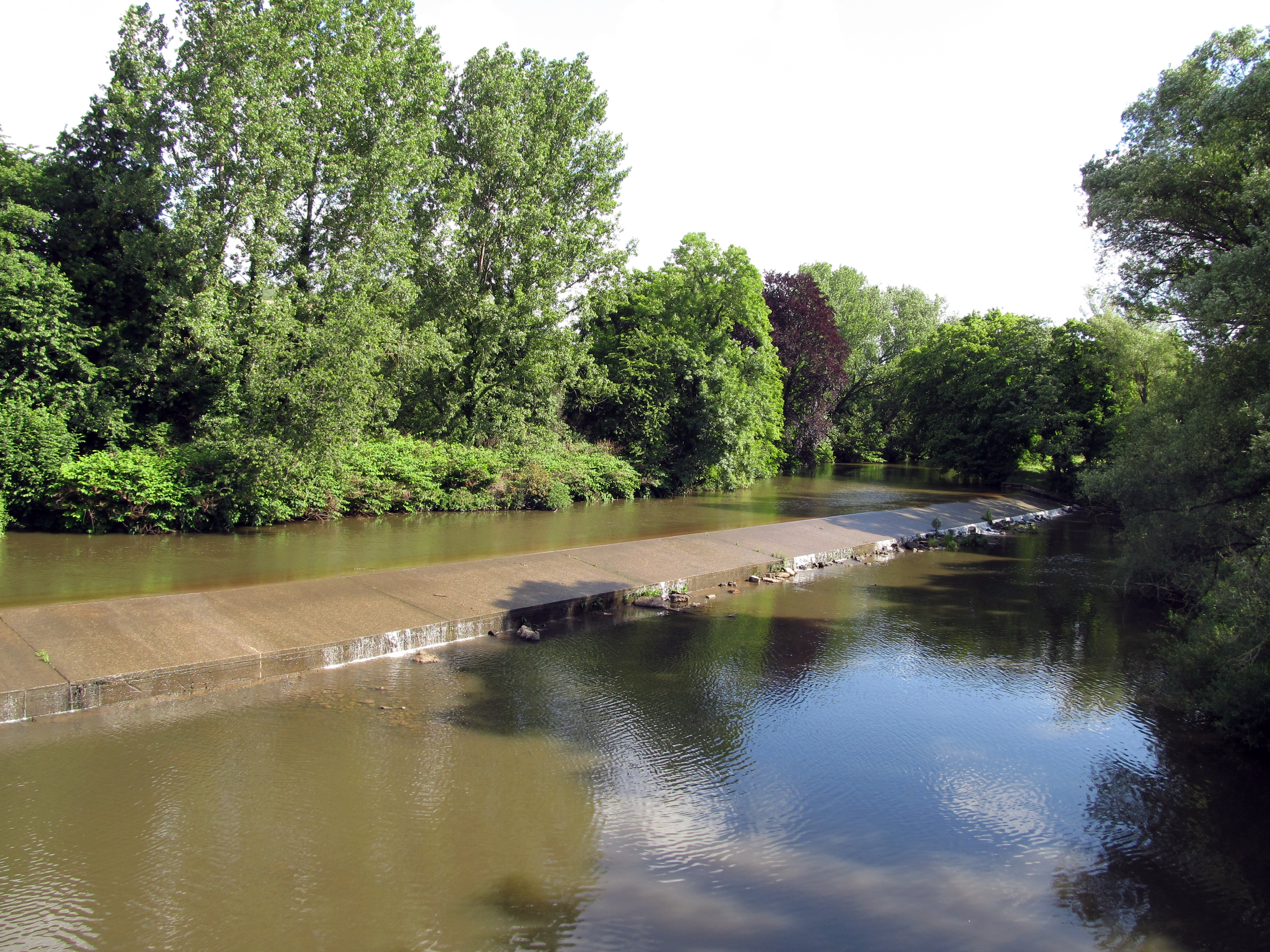
La Blies à Herbitzheim.